# Kitkaite
La kitkaite è un minerale appartenente al gruppo della melonite.